# بالاتاك
بالاتاك،هو أنمي ميكا ياباني من إنتاج شركة توي أنيميشن، يشكل الفصل الأخير في سلسلة ماغني روبو التي ابتكرتها شركة تاكارا. يروي المسلسل قصة خمسة مراهقين يوحّدهم هدف واحد: التصدي لقوة فضائية شريرة تهدد الأرض، مستخدمين آلات ميكا متطورة تحمل اسم باراتاك، لتنطلق معهم سلسلة من المغامرات المليئة بالإثارة والمخاطر. عُرض العمل لأول مرة على قناة أساهي بين عامي 1977 و1978.
يرتبط هذا الأنمي ارتباطًا غير مباشر بمسلسل هيميتسو سينتاي جورينجر ومسلسله التكميلي فرقة جاك القتالية، حيث يرتدي أبطال باراتاك أزياء ملونة تميز كل فرد منهم. إلا أن تميزهم الحقيقي يكمن في اعتمادهم على الميكا المركبة بدلًا من القتال بالأيدي. وفي عام 2010، جرى إصدار جميع حلقاته الإحدى والثلاثين على ثلاث مجموعات أقراص مخصصة للمنطقة الثانية في اليابان، لتعيد للجمهور ذكريات هذا العمل الكلاسيكي.